# Maurice Heiber
Maurice Heiber était l'un des directeurs de l'Association des juifs en Belgique (AJB), responsable du service social durant la Seconde Guerre mondiale. Résistant, il fit également partie du Comité de défense des Juifs dont il assurait la direction de la section "enfance". Il permit de sauver des milliers d'enfants juifs. 

## Action durant la guerre
L'Association des juifs de Belgique était un organisme officiel qui était chargé, notamment, de la question du placement des enfants juifs orphelins. L'AJB voulait cependant rester sur une base strictement légaliste en suivant ce que lui prescrivait l'autorité allemande. En mai 1943, tandis que 15 enfants juifs sous tutelle de l'AJB disparaissent dans la clandestinité, Maurice Heiber et son épouse, Estera, sont arrêtés par la Gestapo. Ils seront relaxés. Le 20 septembre 1943, Maurice Heiber fait part de ses inquiétudes à Yvonne Nèvejean, la directrice de l'Office national de l'enfance (O.N.E.) lui expliquant qu'en suivant de manière forcenée les lois belges et les ordonnances de l'autorité occupante, l'AJB exposait les enfants davantage qu'elle ne les protégeait. Yvonne Nèvejean lui répondit que « l'ONE lutterait pour cette question et que tout son crédit serait engagé pour cette défense ». Le 30 septembre 1943 les craintes de Heiber se confirment alors que les 80 enfants d'un Home de Wezembeek-Oppem sont arrêtés et transférés à Malines. La protestation énergique de la Reine Élisabeth parvint à faire libérer les enfants.
Maurice Heiber fut ensuite remplacé par Alfred Blum au sein de l'AJB enfance, ce dernier continuera dans la lignée légaliste des directeurs de l'AJB qui ne prirent que tardivement la mesure de l'écueil vers lequel ils se dirigeaient. L'AJB ne sera dissoute par ses dirigeants que quinze jours avant la libération de la Belgique.
Maurice Heiber, sur base du fichier officiel détenu par l'AJB et recensant l'ensemble des juifs officiellement établis sur le territoire belge se mit à contacter systématiquement les familles pour qu'elles consentent à mettre leurs enfants en sécurité via le réseau du CDJ. Des milliers d'enfants juifs belges échappèrent ainsi à la déportation.